# Moord op Marion en Romy van Buuren
De moord op Marion en Romy van Buuren was een Nederlandse moordzaak die speelde tussen 1997 en 2002. Marion van Buuren en haar dochter Romy verdwenen op 8 juni 1997. Hun lichamen werden uiteindelijk in 2002 gevonden.

## Verdwijning en zoektocht
Marion van Buuren (22 juni 1978) bracht haar jeugd door in Bergen. Ze kreeg op 16 juni 1996 een dochtertje, Romy, met haar Turks-Koerdische vriend Okan Oktay. De relatie tussen de twee was slecht; er was sprake van meerdere gevallen van mishandeling door Oktay. Op 8 juni 1997 verdwenen Marion en haar dochtertje spoorloos. De politie zag de toen 24-jarige (inmiddels ex-)vriend van Marion direct als hoofdverdachte, maar kreeg niet voldoende bewijs bij elkaar. De ouders van Van Buuren benaderden de misdaadjournalist Peter R. de Vries, die meermalen tevergeefs probeerde informatie van Oktay los te krijgen. Omdat Van Buurens ouders hoopten dat hun kleindochtertje nog in leven zou zijn en door de vader meegenomen was naar Turkije, bezocht De Vries met moeder Corrie Turkije om op zoektocht te gaan. De tocht bleek tevergeefs. In mei 1998 overleed Okan Oktay, die inmiddels voor andere misdrijven in voorarrest in de strafgevangenis in Scheveningen zat, aan kanker.

## Vondst lichamen
In 2002 legde de broer van Okan, de toen 24-jarige Özgur Oktay, bij Peter R. de Vries een verklaring af dat Okan Oktay zowel zijn ex-vriendin als zijn dochter had vermoord en vertelde hij dat hij zijn broer geholpen had om de lichamen te begraven in de duinen tussen Egmond en Bergen. Waarom zijn broer de dubbele moord had gepleegd, wist Özgur niet. Na de dood van zijn broer kreeg Özgur naar eigen zeggen last van zijn geweten en heeft hij de ouders van Van Buuren de plek aangewezen waar Marion en haar dochtertje Romy begraven lagen. De lichamen werden op de aangewezen plaats aangetroffen. De verdwijning van het tweetal in 1997, de vele zoektochten en de uiteindelijke vondst van de lichamen in 2002, zorgden vijf jaar lang voor veel publiciteit in de Nederlandse media. Özgur Oktay werd uiteindelijk vervolgd voor medeplichtigheid aan de moord.